# Hexaploïdie

Haploïd, diploïd en hexaploïd

Een hexaploïde cel is een cel waarvan in de celkern van elk chromosoom ten gevolge van genoommutaties zes maal voorkomt (geslachtschromosomen uitgezonderd). Dit wordt weergegeven met 2n = 6x. Elk gen zal dus ten minste zesmaal voorkomen.
Hexaploïde planten zijn vaak groter en door de mens vaak geselecteerd, zoals spelt. Dit kan op natuurlijke wijze gebeuren, zoals bij de in Europa voorkomende wilde aardbei, de Grote bosaardbei (Fragaria moschata).
Een alloploïd heeft genomen van verschillende soorten. Doordat in het diploïde stadium een alloploïd vaak steriel is, zijn tijdens de evolutie alleen de tetraploïden of hogere polyploïden uitgeselecteerd. Een voorbeeld van een allohexaploïd is spelt met 2n = 42 chromosomen die ontstaan is uit eenkoorn met 2n = 14 en emmertarwe met 2n = 28 chromosomen.